# Matteo Arnaldi
Matteo Arnaldi (* 22. února 2001 Sanremo) je italský profesionální tenista. Ve své dosavadní kariéře na okruhu ATP Tour nevyhrál žádný turnaj. Na challengerech ATP a okruhu ITF získal šest titulů ve dvouhře a jeden ve čtyřhře.
Na žebříčku ATP byl ve dvouhře nejvýše klasifikován v červnu 2024 na 34. místě a ve čtyřhře v srpnu 2022 na 286. místě. Trénuje ho Alessandro Petrone.
V italském daviscupovém týmu debutoval v roce 2023 boloňskou skupinou finálového turnaje proti Kanadě, v níž s Bolellim prohráli čtyřhru.  Kanaďané zvítězili 3:0 na zápasy. V dalších duelech porazil chilskou světovou dvaadvacítku Garína i Švéda Borga a přispěl k postupu Italů do čtvrtfinále. V roce 2023 se stal součástí vítězného výběru, který pro Itálii získal druhou „salátovou mísu“. Do září 2024 v soutěži nastoupil k pěti mezistátním utkáním s bilancí 3–1 ve dvouhře a 0–1 ve čtyřhře.

## Tenisová kariéra
V rámci okruhu ITF debutoval v září 2018 na monastirském turnaji dotovaném 15 tisíci dolary. Ve druhém kole podlehl ruskému hráči Dinitriji Voroninovi. Průnik do první tisícovky žebříčku ATP zaznamenal v listopadu 2020, mezi pět set hráčů v září 2021 a do elitní dvoustovky během srpna 2022.
Na okruhu ATP Tour debutoval římským Internazionali BNL d'Italia 2022, když obdržel divoké karty do dvouhry i čtyřhry po výhře v předkvalifikačních turnajích italské tenisové federace. Na úvod singlové soutěže jej zdolala chorvatská světová třiadvacítka Marin Čilić. O týden později, stále během května 2022, ovládl první challenger, do něhož zasáhl rovněž na divokou kartu. Na abruzzském Internazionali di Tennis d'Abruzzo, s rozpočtem 32 160 eur, zdolal ve finále krajana Francesca Maestrelliho po třísetovém průběhu.
Po odstoupení Holgera Runeho zasáhl do listopadového Next Generation ATP Finals 2022 v Miláně, závěrečného turnaje sezóny pro osm nejlepších hráčů do 21 let. V zelené skupině prohrál s Američanem Brandonem Nakashimou, Jiřím Lehečkou i krajanem Francescem Passarem a obsadil poslední čtvrté místo.
Na únorovém Dubai Tennis Championships 2023 prošel do dvouhry, přestože v kvalifikačním kole podlehl Tomáši Macháčovi.  Účast v singlu mu zajistilo odstoupení Kwona Suna-u. Jako šťastný poražený na úvod podlehl světové sedmičce a pozdějšímu vítězi Daniilu Medveděvovi. První zápas v hlavní soutěži túry ATP vyhrál na dubnovém Barcelona Open Banco Sabadell 2023, kde jako kvalifikant vyřadil Španěla Jaumeho Munara, než jej zastavil Daniel Evans. Na navazujícím Mutua Madrid Open 2023 zvládl kvalifikační soutěž. V úvodním kole dvouhry odvrátil mečbol Francouzi Benoîtu Pairemu a ve druhém si připsal první výhru nad členem z elitní světové desítky, když zdolal norskou světovou čtyřku Caspera Ruuda. Duel popsal jako „nejlepší zápas svého života“. Získal tím jistotu premiérového posunu do první stovky tenistů světové klasifikace, na 99. místo.

## Tituly na challengerech ATP a okruhu ITF
| Legenda                |
| ---------------------- |
| Challengery (4 D; 0 Č) |
| ITF (2 D; 1 Č)         |

### Dvouhra (6 titulů)
| Č. | datum       | turnaj                      | povrch | poražený finalista   | výsledek           |
| -- | ----------- | --------------------------- | ------ | -------------------- | ------------------ |
| 1. | srpen 2021  | Bolzano, Itálie             | antuka | Alexander Weis       | 6–0, 6–1           |
| 2. | říjen 2021  | Skopje, Severní Makedonie   | antuka | Louis Wessels        | 6–1, 6–0           |
| 3. | květen 2022 | Francavilla al Mare, Itálie | antuka | Francesco Maestrelli | 6–3, 6–7(7–9), 6–4 |
| 4. | únor 2023   | Tenerife, Španělsko         | tvrdý  | Raúl Brancaccio      | 6–1, 6–2           |
| 5. | duben 2023  | Murcia, Španělsko           | antuka | Borna Gojo           | 6–4, 7–6(7–4)      |
| 6. | červen 2023 | Heilbronn, Španělsko        | antuka | Facundo Diaz Acosta  | 7–6(7–4), 6–1      |

### Čtyřhra (1 titul)
| Č. | datum     | turnaj       | povrch | spoluhráč         | poražení finalisté                   | výsledek |
| -- | --------- | ------------ | ------ | ----------------- | ------------------------------------ | -------- |
| 1. | září 2019 | Pula, Itálie | antuka | Jacopo Berrettini | Luciano Darderi Francesco Maestrelli | 6–2, 6–2 |

## Finále soutěží družstev: 1 (1–0)
| Výsledek | č. | datum a místo konání                                                                   | spoluhráči                                                  | soupeři                                                                 | skóre |
| -------- | -- | -------------------------------------------------------------------------------------- | ----------------------------------------------------------- | ----------------------------------------------------------------------- | ----- |
| Vítěz    | 1. | Davis Cup 2023 26. listopadu 2023 Málaga, Španělsko tvrdý (hala), Martin Carpena Arena | Jannik Sinner Lorenzo Musetti Lorenzo Sonego Simone Bolelli | Austrálie                                                               | 2–0   |
| Vítěz    | 1. | Davis Cup 2023 26. listopadu 2023 Málaga, Španělsko tvrdý (hala), Martin Carpena Arena | Jannik Sinner Lorenzo Musetti Lorenzo Sonego Simone Bolelli | Alex de Minaur Jordan Thompson Alexei Popyrin Max Purcell Matthew Ebden | 2–0   |